# Ebertidia mamestrina
Ebertidia mamestrina är en fjärilsart som beskrevs av Butler 1889. Ebertidia mamestrina ingår i släktet Ebertidia och familjen nattflyn. Inga underarter finns listade i Catalogue of Life.